# Slovenski filatelistični klub Lovrenc Košir, Trst
Slovenski filatelistični klub Lovrenc Košir je nastal v Trstu leta 1953, ko je bilo mesto še del Svobodnega tržaškega ozemlja. Ustanovili so ga slovenski filatelisti, saj je bil Trst vedno pomemben center zanimanja za filatelijo. Po priključitvi Trsta Italiji je število članov upadlo, a delovanje ni nikoli zamrlo. V osemdesetih letih prejšnjega stoletja je filatelistični klub dobil večji zagon po zaslugi Petra Suhadolca in Igorja Tute. Po osamosvojitvi Slovenije se je društvo včlanilo tudi v Filatelistično zvezo Slovenije.
Člani društva se redno sestajajo in ob pomembnih obletnicah postavljajo filatelistične razstave (tudi v sodelovanju z drugimi kulturnimi društvi). Izdajajo tudi spominske ovojnice in razglednice, naročajo in uresničujejo dvojezične poštne žige prvega dne v Italiji in tudi v Sloveniji, kjer obeležujejo osebnosti in dogodke tudi s posebnimi osebnimi znamkami.
Slovenski filatelistični klub Lovrenc Košir je doslej izdal tri zbornike, v katerih je tudi zanimiva zgodovina društva in opis delovanja:
- Pol stoletja z znamkami : zbornik 1953–2003 (2003)[10]
- Veselje s filatelijo : zbornik 2003–2013 (2013)[11]
- S filatelijo med prijatelji : zbornik 2013–2023 (2023)[12]

Društvo Košir vodi tudi tečaje filatelije za slovenske dijake in tudi za tržaške zapornike. Za Primorski dnevnik vsak mesec pripravi posebno stran Postiljon (ureja jo Igor Tuta) kjer so opisane filatelistične zanimivosti, društveno delovanje in vse novosti.
Slovenski filatelistični klub Lovrenc Košir je edino še delujoče filatelistično društvo v Trstu.